# Comic strip
Pour les articles homonymes, voir Strip (homonymie).

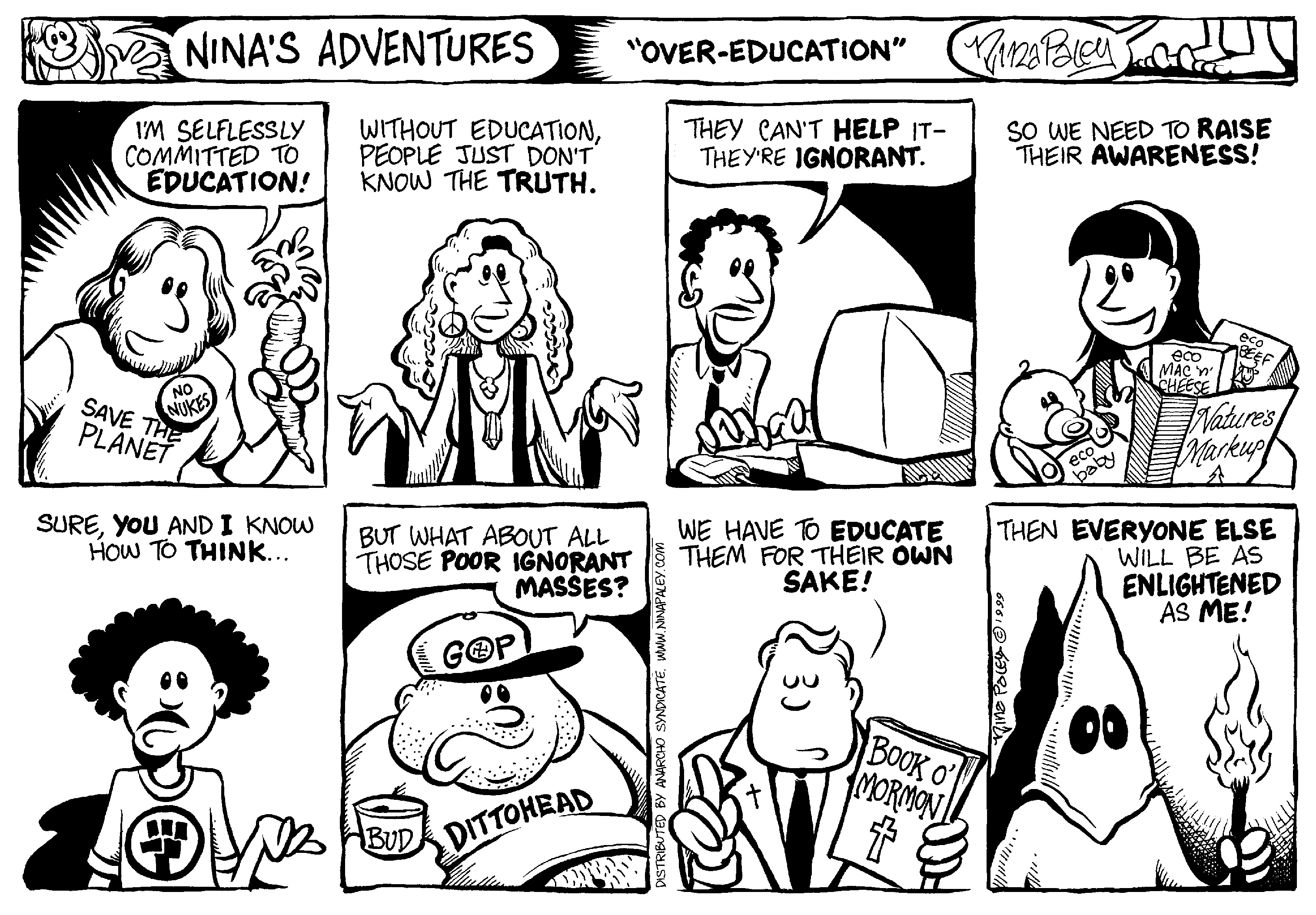
Comic strip de Nina's Adventures.

Un comic strip, ou simplement strip, est une bande dessinée de quelques cases disposées le plus souvent de manière horizontale. Ce nom provient de la juxtaposition des termes anglais « comic » (comique, amusant, drôle) et « strip » (bande, bandeau).

## Définition
Les comic strips désignent depuis la fin du XIXe siècle aux États-Unis des bandes dessinées paraissant dans la presse quotidienne. En semaine, elles se composent d’une seule bande, en noir et blanc (daily strip, en français : « bande quotidienne »), tandis qu’elles bénéficient le dimanche d’un espace plus important, en couleur (sunday strip, en français page dominicale). On distingue en outre les strips racontant des histoires à suivre (continuity strip) et ceux proposant chaque jour un gag indépendant (stop comic ou gag-a-day strip).
Les premiers comic strips sont un moyen de fidélisation du lectorat des quotidiens américains de la fin du XIXe siècle. De nombreux comic strips sont centrés sur l'humour. Ils ont pour vocation de faire rire le lecteur en un minimum de cases (en général trois, mais certains en utilisent plus). Ils sont d'ailleurs appelés auparavant « funnies » (par moquerie dans un premier temps), puis prennent le nom de comic strips. Ils donnent par la suite le terme comics, qui désigne la bande dessinée dans son ensemble aux États-Unis.

## Lecomic stripaux États-Unis

### Avant lestrip, le dessin humoristique

#### Lesfunnies

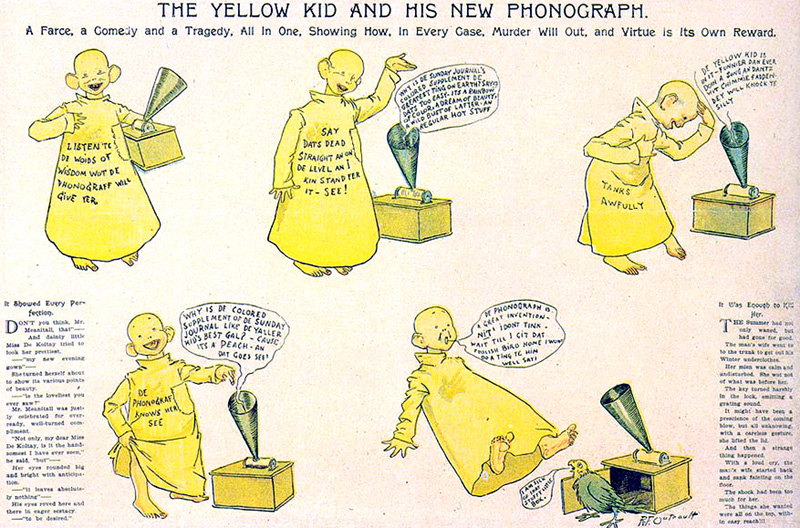
The Yellow Kid dans le New York Journal du 25 octobre 1896

La naissance du comic strip aux États-Unis ne peut se comprendre sans comprendre le développement de la presse quotidienne. Deux personnalités se distinguent et s'opposent par journaux interposés. Joseph Pulitzer est à la tête du New York World et William Randolph Hearst possède entre autres le New York Morning Journal. La guerre commerciale appelée « journalisme jaune », oblige les journaux à faire preuve d'originalité. Les pages illustrées sont un moyen pour se distinguer de l'adversaire et attirer les lecteurs puisque de toute façon les informations sont les mêmes. Ces pages portent alors le nom de comic supplément et c'est dans celles-ci que vont être créées les premières bandes dessinées. Ainsi en 1892, James Swinnerton crée pour le San Francisco Examiner de William Randolph Hearst les premiers dessins d’animaux humanisés dans la série Little Bears and Tykes,. Cette série est plutôt constituée d'illustrations mais parfois celles-ci deviennent une succession de cases et plus tard apparaissent des bulles pour les dialogues. Cependant cette série n'est pas considérée comme la première bande dessinée. Cet honneur revient à The Yellow Kid qui paraît en 1894 dans le New York World dessiné par Richard Felton Outcault. La série s'appelle alors Hogan’s Alley et se compose de grands dessins pleine page fourmillant de détails humoristiques avec des gamins des rues. Parmi ceux-ci, l'un est habillé d’une chemise de nuit bleue (qui devient jaune en 1895) et est surnommé « Yellow Kid » (en français : « Le Gamin en jaune ») par les lecteurs. Hogan’s Alley est souvent considérée comme la première bande dessinée, surtout aux États-Unis car le 25 octobre 1896, pour la première fois, le Yellow Kid prononce des paroles dans un phylactère alors qu'elles étaient auparavant écrites sur sa chemise. Malgré le succès de la série, elle ne dure pas car Outcault s'en lasse. Il crée ensuite Pore little Mose qui est le premier strip dont le personnage principal est un noir, qui plus est présenté de façon positive puis, en 1902, il présente un nouveau personnage à succès Buster Brown qui parfois rencontre the Yellow Kid.

### Débuts

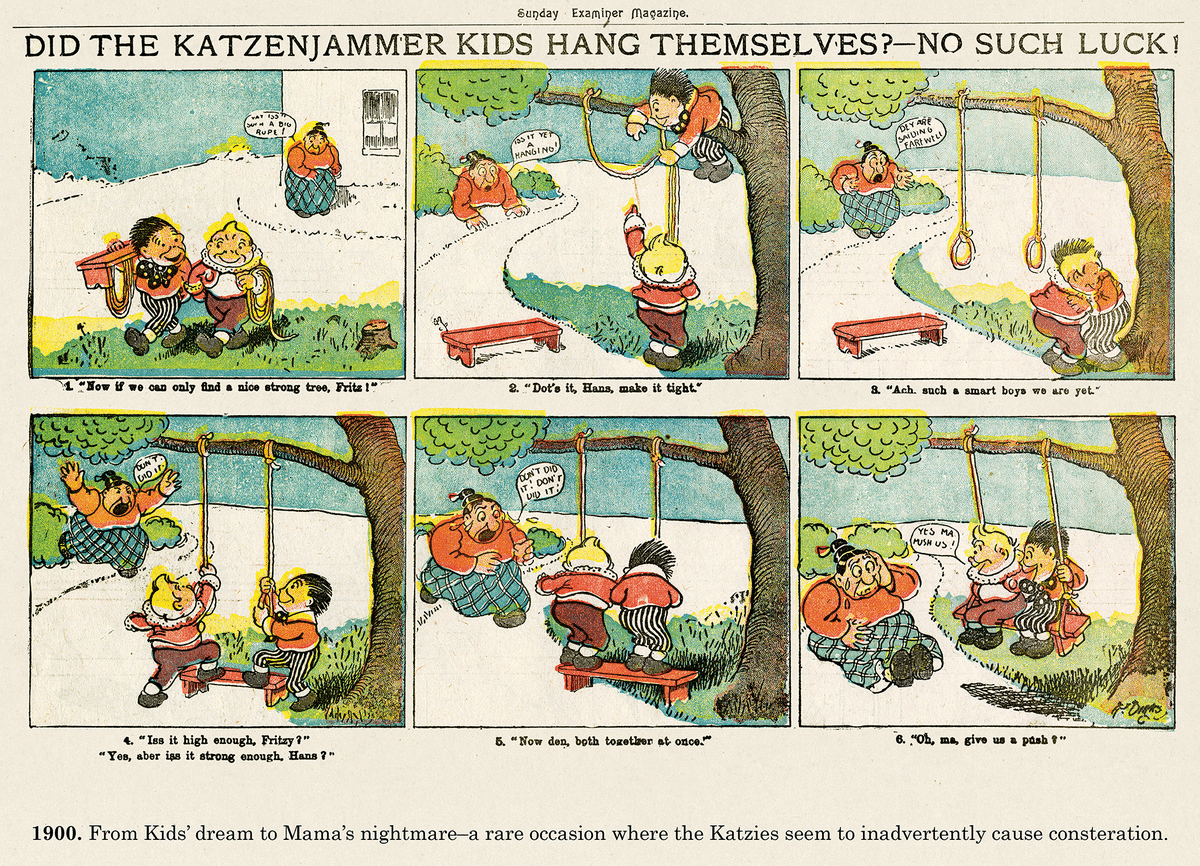
Les Katzenjammer Kids par Rudolph Dirks.

Après la création du Yellow Kid, la création se développe et on assiste à l'apparition d'histoires en quelques cases disposées horizontalement sur deux bandes ou une page. C’est le début des Comic strips dont l'inventeur est Rudolph Dirks qui crée, en 1897, dans American Humorist, supplément hebdomadaire du New York Journal, The Katzenjammer Kids, connu en France sous le nom de Pim Pam Poum. En effet, dans cette série, le récit s'étale sur plusieurs cases et des bulles sont régulièrement employées pour indiquer ce que disent les personnages. D'autres séries majeures paraissent dans cette période de la fin du XIXe siècle -début du XXe. Il faut dire que les lecteurs en demandent toujours plus et les éditeurs se précipitent pour les servir. Ainsi en décembre 1900 le supplément du World consacré aux strips et dessins d'humour, intitulé The Funny Side passe à huit pages. Parmi les strips publiés durant ce début de siècle se trouvent des séries importantes comme The Upside-Downs of Little Lady Lovekins and Old Man Muffaroo de Gustave Verbeck. Cette bande dessinée se développe sur une planche complète de 12 cases et non sur un strip et l'histoire pour être lue intégralement doit être retournée à la fin de la dernière case ; les personnages et le décor de la première lecture se transforment alors en tout autre chose : Little Lady Lovekins devient Old Man Muffaroo et inversement.
Un autre artiste se démarque de ses confrères. Winsor McCay crée Little Nemo in Slumberland dont la première planche est publiée le 24 septembre 1905 dans le New York Herald de Pulitzer. En plus des qualités du dessin et du récit, l'usage régulier des phylactères et la mise en place d'une histoire qui se développe sur plusieurs semaines font de cette bande dessinée une référence. Pour fidéliser le lectorat, C. W. Kahles est le premier, dans Hairbreadth Harry, à utiliser la technique du « cliffhanger », qui sera habituelle dans les strips d'aventure. Il est aussi le premier à dessiner une histoire dont un policier est le héros puis à créer le premier strip d'aviateur.
Enfin, dans ces premières années du XXe siècle, paraît le premier strip quotidien. C'est le 15 novembre 1907, dans le San Francisco Chronicle, que Mr. A Mutt Starts In to Play the Races de Bud Fisher paraît sous la forme d'une bande horizontale. Six fois par semaine, les lecteurs retrouvent alors cette série humoristique renommée par la suite Mutt and Jeff lorsque Fisher ajoute un compère au héros. De plus, Fisher négocie son contrat pour travailler chez Hearst et obtient un salaire de 1 000 $ par semaine, 80 % des bénéfices et une œuvre protégée par le droit d'auteur, ce qui lui permet de gagner un procès contre Hearst.

### Années 1910

#### Changements importants
Durant ces années 1910, les comic strips connaissent d'importants changements. Le format du strip quotidien, souvent complété par une planche dominicale, devient la norme. De plus, la présence des crédits d'auteur qui parfois n'étaient pas cités pour éviter que les dessinateurs ne profitent de leur célébrité pour réclamer des hausses de salaire, s'impose dans toute la presse. Enfin, en 1914 est fondée la King Features Syndicate qui devient la plus grosse agence de presse à diffuser des comic strips. Avant cette date, les séries ne sont publiées que dans un journal et ne sont lues que dans une seule ville. Avec la diffusion par une agence, les strips se retrouvent dans tout le pays et le lectorat augmente considérablement.

#### Naissance de classiques
Cette période est aussi un âge d'or car s'y crée de nombreuses séries importantes. Le 28 octobre 1913 est publié le premier strip  de Krazy Kat de George Herriman qui est considéré comme l'une des œuvres les plus importantes de la bande dessinée. Cette même année paraît la Famille Illico de George McManus qui est le prototype de la comédie familiale. Enfin, le 24 novembre 1918, dans le Chicago Tribune, Frank King crée les personnages de Gasoline Alley. À partir du 14 février 1921, la série prend un tournant historique. En effet, les personnages vont commencer à vieillir au même rythme que les lecteurs. La série a été reprise plusieurs fois depuis le décès de King et en 2019, elle continue à paraître alors que les premiers personnages du strip sont morts.

### Années 1920
Une fois que le comic strip américain est établi, il n'y a plus d'invention marquante. En revanche de nombreuses séries importantes paraissent dans les années 1920 et des genres nouveaux voient le jour.

#### Jeunes femmes et enfants
En septembre 1920, Winnie Winkle the Bredwinner de Martin Branner est le premier strip à montrer une jeune femme salariée. D'autres jeunes femmes indépendantes suivent ensuite comme Tillie the Toiler de Russ Westover et Betty de Charles Voight en 1921, Etta Kett de Paul Robinson en 1925, etc.. Un autre type de personnage gagne en popularité. L'enfant, le plus souvent déluré, est le héros de nombreux strips. Le plus important paraît pour la première fois le 5 août 1924. Little Orphan Annie, dessinée par Harold Gray, se différencie des autres strips enfantins car le mélo est présent et le personnage principal est une fille alors que ce sont habituellement des garçons. Little Orphan Annie connaît un immense succès et le personnage est adapté en feuilleton radio de 1931 à 1942, en film en 1932, en comédie musicale en 1977 et est utilisé régulièrement pour promouvoir toutes sortes de produits. Il est aussi imité par d'autres strips comme Little Annie Rooney de Darrell McClure en 1927. Les garçons sont représentés par Perry, dont le nom est changé en France en Bicot, petit frère de Winnie Winkle the Bredwinner, qui a droit à sa planche dominicale. On trouve aussi Tom Sawyer et Huckleberry Finn adaptés par Dwig qui par la suite crée de nombreux strips avec des enfants, Skippy de Percy Crosby en 1923, etc..

#### Aventures
Le 14 avril 1924, Roy Crane lance Washington Tubbs II considéré comme le premier strip d'aventure. Surtout en 1929, deux strips d'aventures paraissent pour la première fois. Le même jour, le 7 janvier 1929, Hal Foster adapte Tarzan seigneur de la jungle et Philip Francis Nowlan et Dick Calkins créent Buck Rogers.
Tarzan est ensuite repris par Rex Maxon puis Burne Hogarth alors que Foster en 1937 crée sa série Prince Vaillant. Le même jour que paraît le premier strip de Tarzan, Buck Rogers arrive dans les journaux. Quant à Buck Rogers il est le premier strip de science-fiction. Enfin, Popeye qui tient aussi du genre humoristique, apparaît pour la première fois le 17 janvier 1929 dans le strip Thimble Theatre d'Elzie Crisler Segar. À la mort de ce dernier en 1938, le strip est repris par son assistant Bud Sagendorf.

### Années 1930
Dans les années 1930, les strips d'aventures se développent et les sous-genres se multiplient : aviation, policier, science-fiction, super-héros, etc. Des séries majeures comme Guy l'Éclair ou Terry et les Pirates sont alors créées et ne dépareillent pas face à Tarzan ou Buck Rogers. Cependant, les strips humoristiques sont toujours présents et de nouvelles séries importantes arrivent.

#### Aventures

##### Aviation
Les lecteurs des journaux suivent les exploits des aviateurs qui risquent leur vie et des auteurs profitent de cet intérêt pour lancer des séries dont les héros sont des as du ciel. Tailspin Tommy de Hal Forrest en 1928 est suivi dans les années 1930 par de nombreux autres dont Scorchy Smith (en français : « Bob l'aviateur ») de John Terry en 1930. Des aviatrices ont aussi droit à leur strip Connie de Frank Godwin est créée en 1929 et Flyin Jenny de Russell Keaton s'envole en 1939.

##### Sports
Le sport a beau être de plus en plus un spectacle, les strips sportifs sont plutôt rares. Il faut attendre le 19 avril 1930 pour qu'arrive Joe Palooka de Ham Fisher. Les aventures de ce boxeur ont du mal à intéresser un éditeur mais rapidement la série gagne un lectorat important et devient celle qui est la plus appréciée des jeunes garçons américains. Cette série reste cependant une exception et les strips sportifs restent peu nombreux.

##### Policier
En revanche, le strip policier se décline dans plusieurs séries. La première est Dick Tracy de Chester Gould dont le premier épisodes est publié le 4 octobre 1931. Paraissant dans des centaines de journaux, adapté en feuilleton radio, films, jeux, livres Dick Tracy rend Gould millionnaire et devient une icône du comic strip. Le strip est diffusé pendant des décennies et fait naître le genre du strip policier où on trouve Agent secret X-9 d'Alex Raymond en 1934, Charlie Chan d'Alfred Andriola, etc..

##### Milton Caniff et Alex Raymond
Deux auteurs marquent par leur art le genre du strip d'aventure. Milton Caniff crée en 1934 la série Terry et les Pirates dont le premier strip paraît le 22 octobre et la première planche du 9 décembre. Ce strip, diffusé dans trois cents journaux et touchant plus de trente millions de lecteurs, est considéré comme un chef-d'œuvre de la bande dessinée. Cependant, Caniff ne possède pas les droits de la série et préfère l'abandonner en 1947 pour créer Steve Canyon, une autre série d'aventure.
Alex Raymond, quant à lui, crée en janvier 1934 trois séries qui sont toutes des classiques. C'est d'abord Flash Gordon qui est publié le dimanche. Cette série de science-fiction occupe les deux-tiers de la planche et au-dessus, une deuxième série de Raymond, Jungle Jim a droit au dernier tiers. Pour compléter ces deux séries, Raymond propose Agent secret X-9 sur des scénarios de Dashiell Hammett. Après la guerre Raymond crée une nouvelle série policière intitulée Rip Kirby qu'il garde jusqu'à sa mort dans un accident de voiture en 1956.

##### Masque, magie et superpouvoirs
1934 est aussi l'année des premiers épisodes de Mandrake le Magicien de Lee Falk, dessiné par Phil Davis. Cette série qui se démarque par l'excellence de son scénario est aussi remarquable par la présence de Lothar, premier personnage noir tenant un rôle important au côté du héros. En 1936, Lee Falk crée une seconde série intitulée The Phantom. Cependant, il faut attendre 1939 pour que les super-héros arrivent dans les strips. Superman gagne son strip cette année-là et le 2 juin 1940 est publiée la première histoire du Spirit de Will Eisner dans un fascicule complet ajouté chaque semaine dans les journaux. Ce format original tient du strip et du comic book mais n'a pas été réutilisé par la suite.

#### Humour

Felix le Chat.

Bien que les années 1930 soient une décennie dorée pour les strips d'aventure puisque des scénaristes et des dessinateurs créent des séries importantes, cela ne signifie pas que l'humour est délaissé. Dans ce genre aussi, des strips mémorables font leurs débuts. Alley Oop de V. T. Hamlin conte les aventures farfelues d'un homme préhistorique à partir de 1933, Mickey Mouse, Donald Duck et Felix le Chat ont droit à leurs strips et le Dr. Seuss, avant de créer ses ouvrages pour la jeunesse commence par le strip Heiji.

##### Héros muets
Le comique de situation pour lequel le dialogue est accessoire se développe dans deux séries des années 1930. Henry de Carl Thomas Anderson est publié sous forme de strip à partir de 1934. Mais c'est surtout the Little King (en français : « Le Petit Roi ») d'Otto Soglow qui donne ses lettres de noblesse à ce genre puisque selon Jerry Robinson l'humour de cette série est « doux, raffiné, sophistiqué mais sans prétention et empreint d'une grande humanité ».

##### Humour des villes et humour des champs
Le 8 septembre 1930 commence le strip Blondie de Chic Young. Le strip montre la vie d'un couple de la classe moyenne dans laquelle les lecteurs peuvent facilement se reconnaître. Dans un tout autre environnement, Al Capp présente dans Li'l Abner une comédie campagnarde où se mêlent satire de l'Amérique, personnages caricaturaux, langage pseudo-paysan et situations absurdes.

### Années 1940

#### Des héros en guerre contre le nazisme

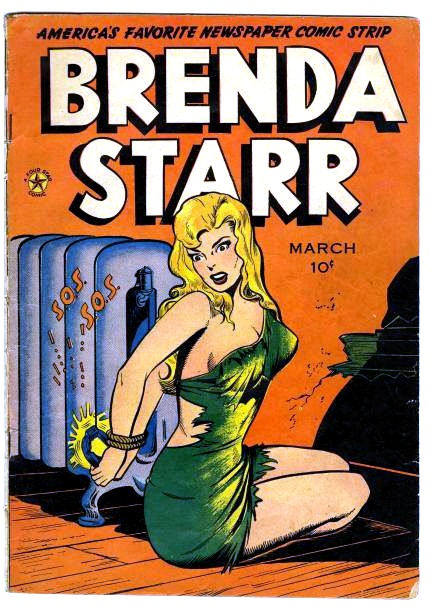
Couverture du comic book Brenda Starr (mars 1947) reprenant les strips quotidiens.

L'entrée en guerre des États-Unis contre l'Allemagne nazie et le Japon amène les auteurs de strips à faire évoluer leurs séries. Nombre de personnages s'engagent dans l'armée ou, comme Tarzan, se retrouvent à combattre les nazis. Par ailleurs, plusieurs artistes sont obligés d'abandonner leurs planches à dessin pour servir dans l'armée ; ils sont alors remplacé par de nouveaux dessinateurs. On trouve parmi ceux-ci un nombre croissant de jeunes femmes qui ont plus l'occasion de proposer leurs créations. Dale Messick crée ainsi en 1940 le personnage de Brenda Starr, Reporter qui durera jusque dans les années 2000. Mais Brenda n'est pas la seule héroïne à faire ses premiers pas durant cette période. En effet le pourcentage de lectrices augmente car de nombreux Américains sont sous les drapeaux et les éditeurs cherchent à attirer ce nouveau lectorat.

#### Après guerre
L'après-guerre marque un retour à la normale et les personnages retrouvent leur foyer et leurs aventures classiques. Cependant, le lectorat féminin n'est pas oublié. Arrive alors le genre du soap opera, déjà florissant à la radio depuis les années 1930. Le plus important de ceux-ci est Mary Worth de Dale Conner et Allen Saunders qui aborde des thèmes jusque-là rares dans les comics comme l'alcoolisme ou l'infidélité. La vie de soldat qui a été le lot de nombreux américains est aussi un thème qui se développe. Plusieurs séries qui avaient été créées pour les journaux militaires (G.I. Joe de David Breger ou The Sad Sack de George Baker) se poursuivent dans des quotidiens civils.

#### Lesstripsd'adolescents
Les adolescents forment un autre groupe qui est visé par les éditeurs de journaux. Des strips dont les personnages principaux sont des adolescents fleurissent. On trouve alors Right Around Home with Myrtle de Dudley Fisher en 1939, Penny de Harry Haenigsen en 1943 et Archie Andrews dessiné par Bob Montana à partir de 1946.

#### Pogo
Parmi les créations de cette période, une sort du lot. Pogo est créé en 1942 par Walt Kelly. Le personnage apparaît d'abord dans un comic book publié par Dell Comics à partir de 1942 puis dans un strip quotidien à partir de 1948. À partir de 1952, en plus d'être charmante et amusante, la série devient aussi un lieu de critique politique.

### Des années 1950 aux années 1970
À partir des années 1950, le comic strip grand public n'évolue guère. Les strips d'aventure intéressent moins alors que les bandes humoristiques sont de plus en plus présentes. Ces deux genres se différencient encore par le style : les strips d'humour cherchent plutôt la simplicité alors que les strips sérieux adoptent un trait de plus en plus réaliste. Mais plus important que ces différences stylistiques, ce qui affecte surtout les strips est l'érosion des ventes de journaux qui entraîne la disparition de plusieurs centaines. Ainsi, à New-York, le nombre de quotidiens passe de sept à trois dans les années 1960.

#### Lesstripshumoristiques

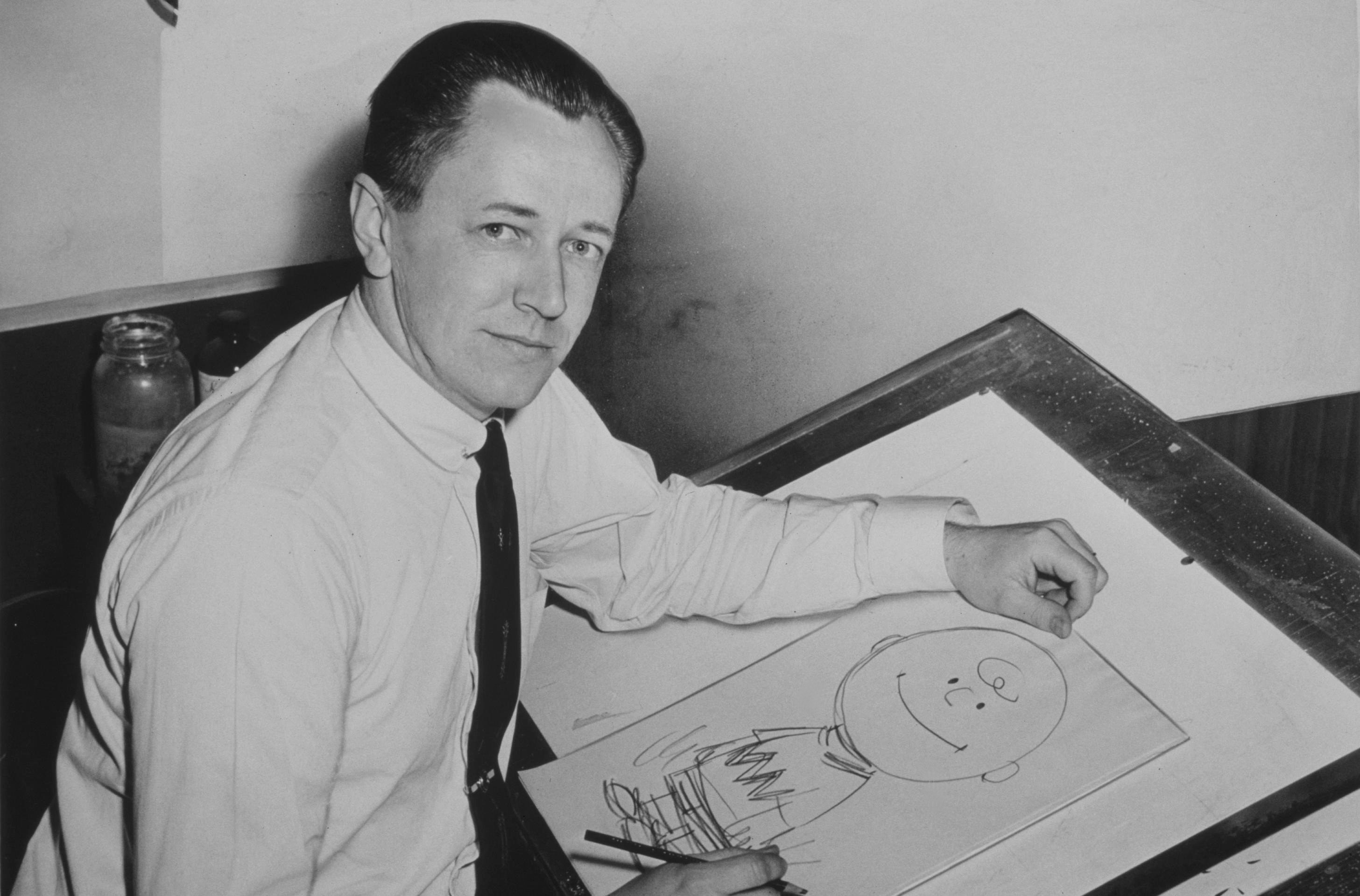
Charles M. Schulz en 1956, dessinant Charlie Brown.

Parmi les strips d'humour de cette période se détachent Beetle Bailey de Mort Walker qui montre un soldat rétif à la discipline militaire et Hi and Lois, aussi de Mort Walker qui conte la vie quotidienne d'une famille américaine. Les années 1950 sont aussi celles des Peanuts de Charles Schulz et de Denis la Malice de Hank Ketcham.
La comédie devient parfois satire. Ainsi à partir de 1956 Jules Feifferdans son strip baptisé simplement Feiffer se fait le peintre caustique de la politique et des mœurs américaines. Les cases et les phylactères sont éliminés et un texte libre vole autour des protagonistes. De même, Johnny Hart dans B.C. puis dans The Wizard of Id critique le monde moderne avec des personnages de la préhistoire puis du Moyen Âge.

#### Aventure et réalisme

##### Science-fiction et Western

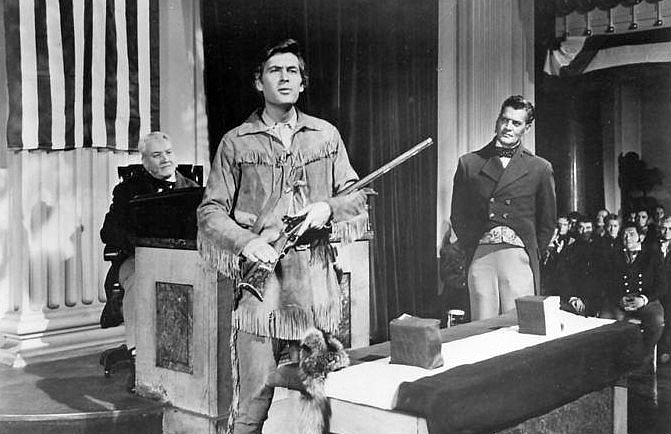
extrait de la série Davy Crockett qui lance la mode du western dans les strips.

Alors que le début des années 1950 est marqué par un engouement pour la science-fiction, celui-ci diminue peu à peu et toutes les séries, à l'exception notable de Guy l'Éclair disparaissent. Il en est de même pour le western. La série télévisée Davy Crockett est un tel succès que de nombreux strips sont créés pour profiter de ce phénomène. Même s'ils durent plus longtemps que la série, ces strips disparaissent et à la fin des années 1960 quasiment tous ont cessé de paraître. Ceux qui restent sont surtout des strips humoristiques comme La Tribu terrible de Gordon Bess.

##### Soap
Le dessin est porté au maximum de réalisme dans les soaps pour accompagner des récits qui eux aussi se présentent comme une image de la réalité américaine. L'usage de modèles, de la photographie se répand pour donner un dessin le plus crédible possible.

#### Image des évolutions de la société américaine
Les soaps permettent à leurs auteurs de traiter des sujets proches de la réalité des lecteurs. Mary Worth aborde ainsi parfois la question de l'infidélité. Or dans la société patriarcale où le mariage est un ciment et où les relations dans le couple sont basées sur la soumission de la femme à l'époux, les comics ignoraient totalement ce genre de situation. Les années 1960-1970 voient la transformation de la société américaine et cela se ressent dans les comics. Ainsi, les strips familiaux s'attardent moins aux disputes entre les époux, qui était un ressort classique de l'humour, pour mettre plutôt en avant les relations entre les parents et les enfants ou les difficultés du quotidien que peuvent aussi connaître les lecteurs.

##### Représentation des noirs
La place des noirs dans la société est aussi abordée dans des strips. Alors que depuis les années 1940, les personnages noirs étaient quasiment absents, ils réapparaissent dans les années 1960. Ils ne sont plus des personnages caricaturaux, source de moqueries mais des personnages secondaires comme les autres. D'ailleurs, cela vaut à plusieurs strips d'être censurés. Ainsi, lorsque Leonard Starr introduit un professeur de musique noir dans son strip On Stage, quatre journaux suppriment la série. De plus, des auteurs afro-américains parviennent à percer et à diffuser nationalement leurs histoires où les héros sont des noirs. C'est le cas de Morrie Turner, qui crée la série Wee Pals d'abord distribué dans seulement cinq journaux mais qui gagne peu à peu en audience et est même adapté en dessin animé pour la télévision en 1972.

### L'underground
Apparu dans les années 1960 des comics underground sont diffusés dans des journaux étudiants ou des magazines underground. Le contenu, souvent sexuel, et le style n'ont rien de commun avec les strips classiques. Ces œuvres ne touchent qu'une partie de la population mais ont une influence sur les artistes qui travaillent pour la presse grand-public et plus largement le choix des thèmes et leur traitement élargissent le spectre du comic strip.

### Des années 1970 à maintenant
Depuis les années 1950, la presse américaine décline. Les ventes diminuent et les revenus publicitaires font de même. En 1920, 2 398 journaux sont distribués dans tout le pays ; en 2009, il n'y en a plus que 1 422 alors que la population a triplé. Les auteurs de strips ont donc moins de possibilité de proposer leurs œuvres. De plus, alors qu'au début du XXe siècle une section complète des journaux est consacrée aux strips, la place qui leur est accordée ne cesse de se restreindre. Il y a moins de strips et ils ont droit à moins de place. Enfin, les strips d'aventure qui ont souvent un dessin plus fouillé et ont donc besoin d'avoir une place assez importante pour être lisible disparaissent. Le strip d'humour domine donc avec un dessin simplifié.

#### Lestrippolitique:Doonesbury

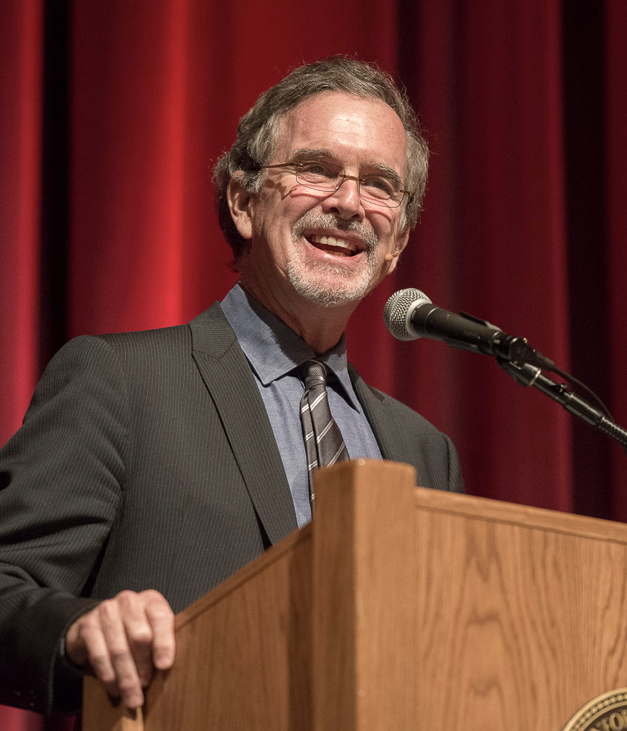
Garry Trudeau en 2014.

Créé en 1968 dans un journal étudiant, Doonesbury de Garry Trudeau est publié à partir de 1970 dans des journaux. Il est considéré comme le strip politique le plus influent depuis les années 1970 et Garry Trudeau est le premier dessinateur à avoir reçu un prix Pulitzer en 1975. Non seulement Trudeau insère des strips où les politiciens apparaissent, mais il utilise aussi son œuvre pour critiquer la société américaine. Ainsi en 1976, il crée le premier personnage homosexuel qui meurt du Sida en 1990.

### Lestripfamilial:For Better or For Worse
D'autres strips dans un genre différent dessinent un portrait critique de la société américaine. For Better or For Worse de Lynn Johnston est l'un d'entre eux. Le strip est célèbre non seulement pour ses qualités d'écriture, mais aussi pour avoir abordé plusieurs fois des thèmes difficiles (homosexualité, maltraitance des enfants, harcèlement sexuel, racisme, etc.). Pour avoir fait d'un des personnages un homosexuel, le strip est censuré dans plus d'une centaine de journaux.

### Lestripenfantin
En 1985, Bill Watterson amène une nouvelle icône de la bande dessinée mettant en scène des enfants. Calvin et Hobbes raconte la vie d'un enfant de six ans, Calvin, et de son tigre en peluche nommé Hobbes. Cette série humoristique dure de 1985 à 1995 et est diffusée dans plusieurs milliers de journaux dans le monde,.

### Lesstripsanimaliers
Les animaux sont aussi des personnages de plusieurs strips importants. Garfield arrive le 19 juin 1978. D'abord diffusé dans 41 quotidiens, il gagne très vite en notoriété et en 2002 il paraît dans plus de 2 500 journaux dans le monde. Moins connu, Mutts présente la vie d'un chat et un chien, le 5 septembre 1994.

## Lescomic stripsen Europe
Exemple : monsieur Bommel

## Variations dans les formats
Le comic strip est le plus souvent constitué d'une série de cases horizontales. Parfois les cases sont placées à la verticale.
Les premiers strips sont constitués de deux bandes. Cela fut ensuite réduit à une bande[Quand ?].

## Relation avec d'autres médias

### Descomic stripsauxcomic books
Les premiers comic books inventés par Max Gaines reprennent des strips parus dans des journaux. Le succès de cette forme de bande dessinée amènera par la suite les éditeurs à ne plus se contenter de ces rééditions mais à proposer des œuvres originales.
Inversement, des personnages créés pour les comic books sont par la suite adaptés en strips (Superman, Spider-Man…).

### Adaptations

#### Cinéma

##### Sérials
Plusieurs sérials (film à épisodes) adaptent les aventures des héros de strips comme ceux de Guy l'éclair

##### Longs métrages
Parmi les films qui sont des adaptations de comic strips on peut citer Flash Gordon ou Dick Tracy

#### Séries d'animation
Les héros des strips sont souvent adaptés en dessins animés, par exemple The Phantom (en français : « Le Fantôme ») de Lee Falk.

## Musique
En 1968, Serge Gainsbourg chante la chanson Comic Strip en duo avec Brigitte Bardot. Les paroles font référence au vocabulaire issu de l'univers de la bande dessinée et la chanson est ponctuée de diverses onomatopées.